# عائلة H8

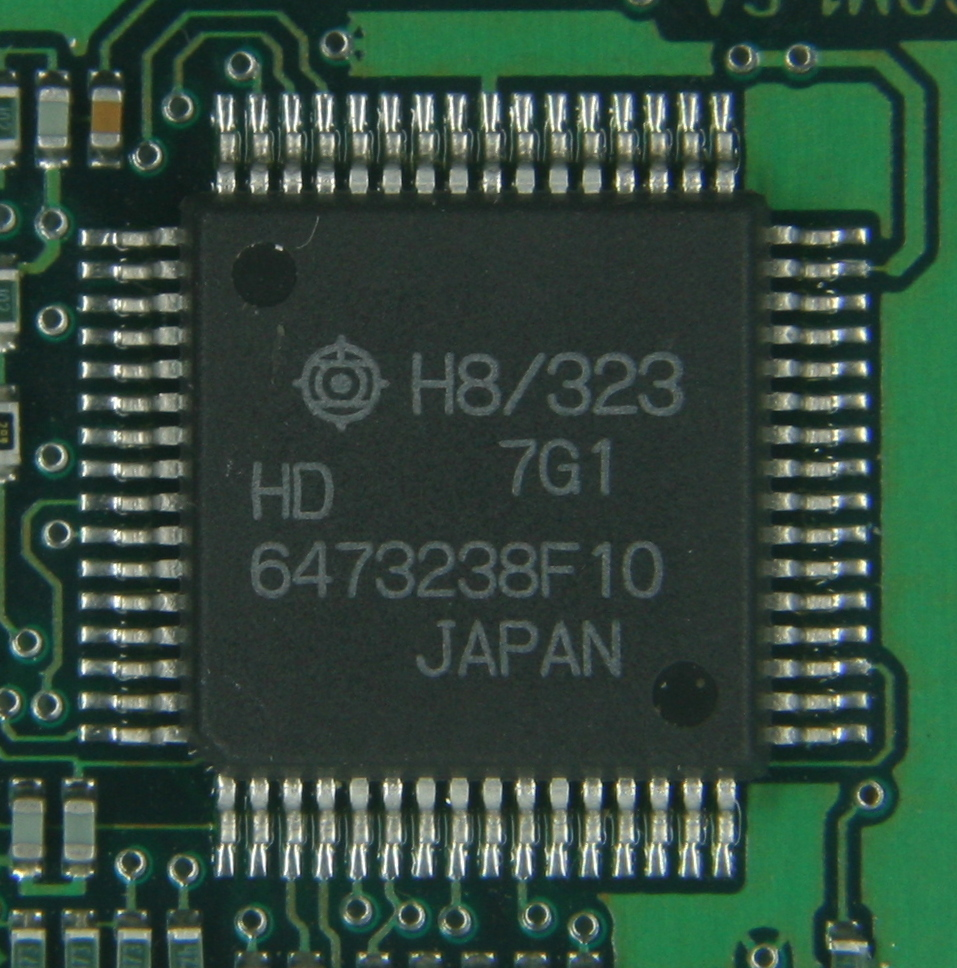
هيتاشي H8/323

H8 هو اسم لعائلة كبيرة من المعالجات الدقيقة من النوع 8-بت و16-بت المصنعة بواسطة تكنولوجيا رينيسيس (Renesas Technology)، انشأت في أوائل التسعينيات ضمن اشباه الموصلات لشركة هيتاشي والتي لا تزال تتطور بنشاط منذ عام 2006. الأسرة تطورت أيضاً إلى أسرة أداء أعلى من المعالجات الدقيقة سوبر إتش ‏ 32-بت.
وتشمل عائلات H8/300 ، H8/300H ، H8/500 ، وسلسلة H8S H8SX ، كل مصممة من أجزاء مختلفة ، ومتفاوتة في السرعة ، واختيار الأجهزة الطرفية مثل أجهزة ضبط الوقت والمنافذ التسلسلية وذاكرة الفلاش وذاكرة القراءة فقط وذاكرة الوصول العشوائي. بنيت في القرص وذاكرة الفلاش ، تميل إلى مجموعة من 16 كيلوبايت إلى 1024 كيلوبايت وذاكرة الوصول العشوائي من 512 بايت إلى 512 كيلوبايت.
البنية الأساسية لـ H8 وضعت بعدDEC PDP-11 ، مع ثمانية سجلات 16-بت (H8/300H وH8S لها بنك إضافية من ثمانية سجلات 16-بت)، ومجموعة متنوعة من معالجة الأوضاع. كلا من H8/300H وH8S لها ثمانية سجلات 32-بت، كل منها يمكن التعامل معها كما لو كانت سجل 32-بت واحد ، سجلين 16-بت ، أو سجلين 8-بت. العديد من الشركات تقديم مجمعات (compilers) للأسرة H8، وهناك منفذ GCC كامل، بالإضافة إلى محاكي. وهناك أيضا برامج محاكاة الأجهزة المختلفة المتاحة.
ويمكن الاطلاع على H8S في الكاميرات الرقمية ، وبعض أجهزة الحاسبات الدفترية ثينك باد ، وحدات تحكم الطابعة ، البطاقات الذكية ، وأجهزة الكمبيوتر لعبة الشطرنج ، والنظم الفرعية في مختلف وسائل نقل. أيضا ، لعبة ليغو ميندستورمس الروبوت / أداة تعليمية تستخدم هذه العمارة (H8/300 ، على أن تكون محددة). وظفت نامكو H8/3002 على شكل معالج الصوت لمختلف الألعاب التي حققتها في أواخر التسعينات : ولا سيما تلك التي تستخدم في نظام العمارة 12.

## وصلات خارجية
- موقع تكنولوجيا رينيسيس
- التدريب عبر الإنترنت لمنتجات رينيسيس نسخة محفوظة 7 مارس 2015 على موقع واي باك مشين.
- منتدى الدعم